# Boris Jakovenko
Boris Valentinovitj Jakovenko (ryska: Борис Валентинович Яковенко), född 4 juni (gamla stilen: 23 maj) 1884 i Tver, död 16 januari 1949 i Prag, var en rysk filosof.
Jakovenko utgav bland annat The Society of Peoples or the Hostility of Peoples (1919), Bolsjevismens filosofi (1922, på ryska) samt Filosofi russi (1927).